# Droga krajowa nr 11 (Węgry)
Droga krajowa nr 11 (węg. 11-es főút) – droga krajowa w komitatach Komárom-Esztergom i Pest w północno-zachodnich Węgrzech. Długość - 75 km. Przebieg: 
- Budapeszt – skrzyżowanie z 10
- Szentendre
- Wyszegrad
- Ostrzyhom – skrzyżowanie z 111
- Tát – skrzyżowanie z 10